# 何塞·马里亚·吉多
何塞·马里亚·吉多（西班牙語：José María Guido，1910年8月29日—1975年6月13日）是阿根廷政治人物，出生於布宜諾斯艾利斯，1962年至1963年短暫擔任阿根廷總統。

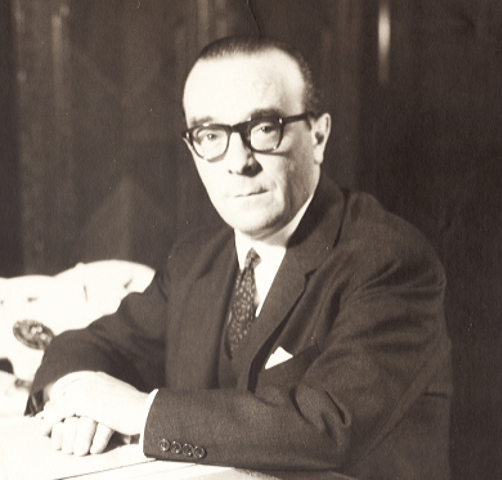
何塞·马里亚·吉多